# Милорад Павич (футболіст)
Милорад Павич (серб. Милорад Павић, 11 листопада 1921, Валево, Югославія — 16 серпня 2005, Валево, Сербія і Чорногорія) — югославський футболіст і тренер.
Як тренер завоював наступні трофеї: триразовий чемпіон Югославії, триразовий володар кубка Югославії, дворазовий володар кубка Бельгії, володар кубка Іспанії, чемпіон Португалії, володар Кубка Мітропи.

## Кар'єра гравця
Грав за клуби «Валево» та «Црвена Звезда». Друга світова війна завадила розвитку кар'єри Павича.

## Кар'єра тренера
Розпочав тренерську кар'єру 1957 року, очоливши тренерський штаб клубу «Црвена Звезда». 1964 року став головним тренером команди «Стандард» (Льєж), тренував команду з Льєжа три роки.
Згодом протягом 1968—1969 років очолював тренерський штаб клубу «Брюгге». 1972 року прийняв пропозицію попрацювати у клубі «Атлетік Більбао». Залишив клуб з Більбао 1974 року.
Протягом одного року, починаючи з 1974, був головним тренером команди «Бенфіка». 1975 року був запрошений керівництвом клубу «Малага» очолити його команду, з якою пропрацював до 1977 року.
З 1977 і по 1978 рік очолював тренерський штаб команди «Руан». 1978 року став головним тренером команди «Спортінг», тренував лісабонський клуб один рік.
Згодом протягом 1980—1983 років очолював тренерський штаб клубу «Сельта Віго». 1983 року прийняв пропозицію попрацювати у клубі «Еспаньйол». Залишив барселонський клуб 1983 року.
Протягом тренерської кар'єри також очолював команди клубів «Льєж» та «Руан». Останнім місцем тренерської роботи був клуб «Стандард» (Льєж), головним тренером команди якого Милорад Павич був з 1985 по 1988 рік.
Помер 16 серпня 2005 року на 84-му році життя.

## Досягнення

### Як тренера
- Чемпіон Югославії:

«Црвена Звезда»: 1958—1959, 1959—1960, 1963—1964
- Володар Кубка Югославії:

«Црвена Звезда»: 1957—1958, 1958—1959, 1963—1964
- Володар Кубка Бельгії:

«Стандард» (Льєж): 1965—1966, 1966—1967
- Володар Кубка Іспанії:

«Атлетік Більбао»: 1972–1973
- Чемпіон Португалії:

«Бенфіка»: 1974–1975
- Володар Кубка Мітропи:

«Црвена Звезда»: 1958